# ساختار مالکیت (در دستور زبان)
ساختار مالکیت (یا به انگلیسی: ktetic یا Possessive به اختصار POS یا POSS؛ از Latin: possessivus) ; Ancient Greek: κτητικός، رومی شده: کتتیکوس) یک کلمه یا ساختار دستوری است که نشان دهنده رابطه مالکیت به معنای عام آن است. این رابطه می‌تواند شامل مالکیت مطلق یا تعدادی از انواع دیگر روابط، کم و بیش مشابه آن نسبت به شخصی یا شیئی باشد.
بیشتر زبان‌های اروپایی دارای ساختارهای ملکی مرتبط با ضمایر شخصی هستند، مانند: my , mine , your , yours , his و غیره که در زبان انگلیسی وجود دارد. دو شیوه استفاده از این موارد در اینجا بیان می‌شود:
۱_ همراه با یک اسم، مانند «ماشین من»، «خواهران تو»، «رئیس او». در اینجا صفت ملکی به عنوان یک حرف تعریف ملکی عمل می‌کند.
۲_ بدون اسم همراه، مانند «ماشین من قرمز است» My Car is red. ، «من ماشین تو را ترجیح می‌دهم» I prefer your car، «این کتاب مال اوست» This is your book. صفت ملکی که به این شکل استفاده شود، صفت ملکی اسمی، صفت ملکی یا ضمیر مطلق نامیده می‌شود. بعضی زبان‌ها، از جمله انگلیسی، دارای حالت‌های ملکی مشتق شده از اسم یا عبارات اسمی نیز هستند، مانند Jane's , the cows' و nobody's. اینها می‌توانند به همان دو صورتِ از صورت‌های مشتق ساختار مالکیتی استفاده شوند مانند: دفتر جین Jane book's یا آن کتاب مال او است That is hers.
افعال ملکی گاهی به عنوان یک حالت دستوری (حالت ملکی) در نظر گرفته می‌شوند، اگرچه گاهی نیز به عنوان حالت مفعولی در نظر گرفته می‌شوند، یا حالت خنثی دارند. از سوی دیگر، می‌توان گفت که برخی زبان‌ها، مانند زبان‌های کارائیب، حالت ملکی دارند که برای اشاره به طرف دیگر (چیزی که در تصرف است) در یک رابطه ملکیت استفاده می‌شود. ویژگی مشابهی که در برخی زبان‌ها یافت می‌شود، پسوند ملکی است که معمولاً به اسم اضافه شده تا مالکیت را نشان دهد، مانند taloni فنلاندی ("خانه من")، که در آن talo به معنای "خانه" و پسوند -ni به معنای "مال من" است.
مفاهیم صفت ملکی و ضمیر ملکی گاهی با هم اشتباه گرفته می‌شوند، اگرچه دقیقاً یکسان نیستند. ساختار ملکی، در انگلیسی مدرن نشان‌دهندهٔ یک رابطهٔ «از» است که می‌تواند ملکی باشد یا نباشد؛ به عبارت دیگر، ضمیر یا صفت ملکی زیرمجموعه‌ای از ساختار مالکیتی است. برای مثال، ساختار ملکی «سرعت ماشین» Car speed معادل صفت ملکی «سرعت ماشین» است.

## موارد بیشتر
- Biber, Douglas, et al. (1999) Longman Grammar of Spoken English. Harlow, Essex: Longman. شابک ‎۰-۵۸۲-۲۳۷۲۵-۴.
- Jespersen, Otto. (1949) A Modern English Grammar on Historical Principles. Part 2 (Syntax, vol. 1). Copenhagen: Munksgaard; London: George Allen and Unwin.
- Payne, John, and Rodney Huddleston. (2002) "Nouns and Noun Phrases." Chap. 5 of Rodney Huddleston and Geoffrey K. Pullum. The Cambridge Grammar of the English Language. Cambridge: Cambridge University Press. شابک ‎۰-۵۲۱-۴۳۱۴۶-۸.
- Quirk, Randolph, et al. (1985) A Comprehensive Grammar of the English Language. Harlow, Essex: Longman. شابک ‎۹۷۸-۰-۵۸۲۵-۱۷۳۴-۹.

1. ↑  «Wayback Machine» (PDF). www.thebritishacademy.ac.uk. دریافت‌شده در ۲۰۲۵-۰۶-۲۸.
2. ↑  «AUE: Genitive is Not Always Possessive». www.alt-usage-english.org. دریافت‌شده در ۲۰۲۵-۰۶-۲۸.
3. ↑  "Limburgish". Wikipedia (به انگلیسی). 2025-06-24.
4. ↑  "Brabantian Dutch". Wikipedia (به انگلیسی). 2025-05-21.
5. ↑  "Definition of MY". www.merriam-webster.com (به انگلیسی). Retrieved 2025-06-28.